# 88 (nombre)
« Quatre-vingt-huit » et « Huitante-huit » redirigent ici. Pour l'année, voir 88.
Le nombre 88 (quatre-vingt-huit, huitante-huit ou octante-huit) est l’entier naturel qui suit 87 et qui précède 89.

## En mathématiques
Le nombre 88 est :
- Un nombre composé trois fois brésilien car 88 = 8810 = 4421 = 2243.
- La somme de quatre nombres premiers consécutifs (17 + 19 + 23 + 29).
- Le deuxième nombre uniforme de la classe U8.
- Un nombre palindrome ou symétrique.
- Un nombre intouchable.
- Un nombre 16-gonal ou hexakaidecagonal.

## Dans d'autres domaines
Le nombre 88 est aussi :
- Le numéro atomique du radium, un métal alcalino-terreux.
- le numéro de la sourate Al-Ghashiya dans le Coran.
- Le nombre de touches sur un piano.
- Le montant que l'on possède en centimes d'euros si l'on dispose de chacune des pièces de valeur inférieure à un euro (50 + 20 + 10 + 5 + 2 + 1).
- Le nombre de constellations dans le ciel suivant la définition de l’Union astronomique internationale.
- Le numéro de modèle de l’Oldsmobile Eighty-Eight, AGM-88 HARM.
- Le calibre du canon de DCA de la Seconde Guerre mondiale 88 mm FLAK.
- Utilisé dans le tchat en-ligne et les SMS par les personnes chinoises lorsqu’elles disent « bye bye », puisque le nombre 8 en chinois se prononce « ba ».
- Le numéro de l’Interstate 88, une autoroute dans l’État de l’Illinois.
- Le nom d’une ville dans l’État du Kentucky : Eighty Eight.
- Dans Retour vers le Futur, c’est le nombre de miles par heure que doit atteindre la Delorean de Doc Emmett Brown pour voyager dans le temps.
- L’identifiant ISBN pour les livres publiés en Italie et en Suisse.
- Le numéro du département français des Vosges.
- Une chanson du groupe de Visual kei japonais LM.C.
- Une chanson du groupe pop Canadien Sum 41.
- Années historiques : -88, 88 ou 1988.
- Le 88 est un signe de reconnaissance néonazi, étant le code correspondant à l’abréviation HH  (le H est la huitième lettre de l’alphabet latin), signifiant Heil Hitler (littéralement « Salut Hitler »). Le S correspondant quant à lui à la huitième lettre de l’alphabet en partant de la fin, « 88 » peut également symboliser « SS ».
  - d'où Légion 88, un groupe de musique néo-nazi, Nomad 88, groupe armé de bonehead proche de la Droite socialiste, Column 88 (en) et Unit 88 (en), organisations néo-nazies paramilitaires.
- Ludwig von 88 est un groupe de punk rock.
- Nœud en double huit.
- 88 est le tempo auquel marche la Légion étrangère française.